# A Fecsegő tipegők epizódjainak listája
A Fecsegő tipegők című rajz- és animációs sorozat epizódjait mutatja be.

## Évados áttekintés
| Évad | Évad          | Epizódok      | Eredeti sugárzás     | Eredeti sugárzás   | Eredeti sugárzás                                                         |   |
| Évad | Évad          | Epizódok      | Évadpremier          | Évadzárás          | DVD kiadás                                                               |   |
| ---- | ------------- | ------------- | -------------------- | ------------------ | ------------------------------------------------------------------------ | - |
|      | Bevezető rész | Bevezető rész | 1989. január 1.      | 1989. január 1.    | -                                                                        | - |
|      | 1             | 13            | 1991. augusztus 11.  | 1992. május 24.    | 2009. június 2.                                                          |   |
|      | 2             | 26            | 1992. szeptember 6.  | 1993. május 9.     | 2009. június 2.                                                          |   |
|      | 3             | 26            | 1993. szeptember 26. | 1995. április 13.  | 2011. szeptember 23.                                                     |   |
|      | 4             | 17            | 1996. december 6.    | 1998. május 28.    | 2011. szeptember 23.                                                     |   |
|      | 5             | 12            | 1997. november 29.   | 1998. december 12. | 2011. október 4.                                                         |   |
|      | 6             | 36            | 1998. december 27.   | 2000. május 30.    | 2011. október 6.                                                         |   |
|      | 7             | 14            | 2001. január 15.     | 2001. július 21.   | 2011. október 6.                                                         |   |
|      | 8             | 14            | 2001. május 13.      | 2003. március 1.   | 2011. október 6.                                                         |   |
|      | 9             | 14            | 2002. december 21.   | 2004. június 8.    | 2011. október 6. (Valójában egy válogatás DVD az évad legjobb részeiből) |   |

## Részek

### Bevezető rész
| Tommy Pickles and the Great White Thing                                                                                       | Tommy és a Nagy Fehér Dolog | 1989. január 1. |
| Miután többször is látta bemenni oda a nagypapát, Tommy nagyon kíváncsi lesz arra, mi is az a nagy fehér izé a fürdőszobában. |                             |                 |

### 1. évad
| Sor. | Év. | Eredeti cím                                     | Magyar cím                                  | Eredeti bemutató     |
| --- | --- | ----------------------------------------------- | ------------------------------------------- | -------------------- |
| 1. | 1.  | Tommy's First Birthday                          | Tommy első születésnapja                    | 1991. augusztus 11.  |
| Stu és Didi emlékezetesen szeretnék megünnepelni Tommy első születésnapját, bár nem olyanra sikeredik, mint tervezték. Közben Tommy kutyaeledelt szeretne enni, hogy olyan legyen, mint Spike. |     |                                                 |                                             |                      |
| 2. | 2.  | Barbecue StoryWaiter, There's a Baby In My Soup | A kerti sütés eseteAz üzleti vacsora        | 1991. augusztus 18.  |
| Angelica átrúgja a szomszéd telekre Tommy kedvenc játékát, egy labdát. A gyerekek mindent megtesznek azért, hogy visszaszerezzék.Stu kénytelen elvinni magával Tommyt egy üzleti vacsorára, ahol az egyik játékát készül eladni Mr. Mucklehoney-nak.                                                                                 |     |                                                 |                                             |                      |
| 3. | 3.  | At the MoviesSlumber Party                      | A mozibanPizsamaparti                       | 1991. augusztus 25.  |
| Tommy és a gyerekek a Reptar-filmet szeretnék megnézni, de a szüleik ahelyett a Dummi macik és a Mosoly Nélküli Ország vetítésére viszik őket – ezért átszöknek a szomszédos vetítőterembe.Angelica Tommyéknál alszik. Kinyitja az ablakot, amitől Tommy nagyon beteg lesz.                                                          |     |                                                 |                                             |                      |
| 4. | 4.  | Baby CommercialLittle Dude                      | A bébireklámA kiskrapek                     | 1991. szeptember 8.  |
| Phil és Lil egy pelenkareklámban kapnak egy rövid szerepet.Didi „szemléltetőeszközként” elviszi magával Tommyt az osztályba, ahol tanít. A szünetben három diák vállalja, hogy vigyáz rá, de csakhamar szem elől vesztik. |     |                                                 |                                             |                      |
| 5. | 5.  | Beauty ContestBaseball                          | SzépségversenyBaseball                      | 1991. szeptember 15. |
| Nagypapa szeretné megnyerni a Kingfisher 9000 nevű sportcsónakot, ezért benevezi Tommyt egy szépségversenyre – lánynak öltöztetve. A fő kihívó nem más, mint Angelica.Stu, nagypapa és Tommy baseballmeccsre mennek, ahol Tommyt a meccsnél jobban érdeki egy léggömb.                                                               |     |                                                 |                                             |                      |
| 6. | 6.  | Ruthless TommyMoose Country                     | Tommy, a könyörtelenJávorszarvas ország     | 1991. október 6.     |
| Tommyt tévedésből összekeverik egy milliárdos gyerekével, és elrabolják. A rablók azonban hamarosan megbánják a tettüket.Nagypapa meséje a legendás jávorszarvasról felkelti a gyerekek kíváncsiságát. |     |                                                 |                                             |                      |
| 7. | 7.  | Grandpa's TeethMomma Trauma                     | A nagypapa fogaMama trauma                  | 1991. november 7.    |
| Nagypapa a figyelmeztetés ellenére kiveszi a fogsorát egy pikniken, amit Spike elvisz magával. Tommy és Chuckie vissza akarják szerezni, mert a fogsor kell ahhoz, hogy jól tudjon játszani a délutáni koncerten.Tommy a falakra rajzol ceruzával, ezért Didi terapeutához viszi. Miközben ő elkóborol, Stut alaposan kianalizálják. |     |                                                 |                                             |                      |
| 8. | 8.  | Real or Robots?Special Delivery                 | Valódi vagy robot?Különleges csomag         | 1991. december 1.    |
| Tommy és Chuckie azt hiszik, hogy Stu robot. Valójában alvajáró, aki azt képzeli, hogy egy főzőműsor házigazdája.Stu egy rivális játékgyártó babáját rendeli meg tanulmányozás céljából. Didi azt mondja Tommynak, hogy az az ő „kistestvére”, ezért elindul a postára, hogy megkeresse.                                             |     |                                                 |                                             |                      |
| 9. | 9.  | Candy Bar CreepshowMonster in the Garage        | Cukorkás horrorshowSzörnyeteg a garázsban   | 1992. január 5.      |
| A Pickles-ház kísértetkastéllyá változik Halloweenkor. A gyerekek nekilátnak felfedezni, hogy minél több Reptar-szeletet szerezzenek.Egy egér rengeteg galibát csinál a garázsban, amit Stu tévesen Spike-ra fog. A gyerekek el akarják kapni az egeret, hogy bizonyítsák a kutya ártatlanságát.                                     |     |                                                 |                                             |                      |
| 10. | 10. | Weaning TommyIncident in Aisle Seven            | Tommy leszoktatásaIncidens a hetedik sorban | 1992. február 16.    |
| A fogorvos tanácsára Stu és Didi le akarják szoktatni Tommyt a cumisüvegről, hogy ahelyett pohárból igyon.Nagypapa magával viszi Tommyt a bevásárlásra, a fiú pedig szerezni akar a Reptar-pehelyből. |     |                                                 |                                             |                      |
| 11. | 11. | Touchdown TommyThe Trial                        | Tommy, a gólkirályA tárgyalás               | 1992. március 29.    |
| A futballdöntő alatt a férfiak vigyáznak a gyerekekre. Tommy csokis tejet kap a nagypapától, amit Angelica meg akar szerezni.Valaki eltöri Tommy kedvenc lámpáját, Angelica pedig önként ajánlkozik, hogy mint bíró eldönti az ügyet.                                                                                                |     |                                                 |                                             |                      |
| 12. | 12. | Fluffy vs. SpikeReptar's Revenge                | Fluffy kontra SpikeA hüllő bosszúja         | 1992. április 5.     |
| Angelica cicája, Fluffy sok bajt csinál, míg a Pickles-házban van, és mindent szerencsétlen Spike-ra fog rá.A gyerekek egy vásárba mennek, ahol találkozni szeretnének Reptarral. |     |                                                 |                                             |                      |
| 13. | 13. | Graham CanyonStu-Maker's Elves                  | Graham kanyonStu gyári törpéi               | 1992. május 24.      |
| A Grand Canyonba utazóban a család autója lerobban, és csaló autószerelők próbálják átverni őket. A gyerekek egy nagy rakás gumi, a „Graham Kanyon” keresése közben segítenek a felnőtteknek.Stu tizenötezer Patty Pelus baba legyártására kap megbízást, de a konstrukció hibás. A gyerekek véletlenül segítenek neki megjavítani.  |     |                                                 |                                             |                      |

### 2. évad
| Sor. | Év. | Eredeti cím                                             | Magyar cím                                     | Eredeti bemutató     |
| --- | --- | ------------------------------------------------------- | ---------------------------------------------- | -------------------- |
| 14. | 1.  | Toy PalaceSand Ho!                                      | A játékpalotaIhaj-csuhaj, ide a tejet          | 1992. szeptember 6.  |
| Tommy és Chuckie eltévednek egy hatalmas játékboltban, amit már el sem akarnak hagyni. Bátorságuk azonban elszáll, amikor egy hatalmas játékgorilla megrémíti őket – és senki más nem mentheti meg őket, csak Reptar.Nagypapa meséje hatására a gyerekek kalózosat játszanak.                                                                           |     |                                                         |                                                |                      |
| 15. | 2.  | Chuckie vs. the PottyTogether at Last                   | Chuckie a bili ellenÚjra együtt                | 1992. szeptember 13. |
| Chuckie-ra fontos döntés vár: egész életében használja-e a pelenkát, vagy szokjon rá a bilire?Phil és Lil életükben először külön töltenek egymástól egy napot, és ezt mindketten megszenvedik. |     |                                                         |                                                |                      |
| 16. | 3.  | The Big HouseThe Shot                                   | A nagy házA szuri                              | 1992. szeptember 20. |
| Didinek sok dolga van, ezért Tommyt egy maximális biztonságú gyermekmegőrzőben hagyja. Ő ezt börtönként éli meg, ezért a többi gyerekkel szökést tervez.Tommy hamarosan oltást kap, de egyre jobban retteg, mert sok ijesztő történetet hall. |     |                                                         |                                                |                      |
| 17. | 4.  | Showdown at Teeter-Totter GulchMirrorland               | Párbaj a Tityi-totyi ivóbanTükörország         | 1992. szeptember 20. |
| Tommy és Chuckie egy western stílusú részben összeakasztják a bajszukat a játszótér bajkeverőjével.Didi és nagypapa sok haszontalan dolgot vesznek egy régiségboltban, köztük egy tükröt, a gyerekek pedig úgy gondolják, hogy az által átjuthatnak Tükörországba.                                                                                      |     |                                                         |                                                |                      |
| 18. | 5.  | Angelica's in LoveIce Cream Mountain                    | Angelica szerelmesA fagyihegy                  | 1992. október 4.     |
| Angelica szerelmes lesz Deanbe, egy biciklis srácba.Stu és Drew fagyizás helyett egy minigolfpályán kötnek ki a srácokkal. A tulajdonos megbundázta a játékot, így nyerni nincs túl sok esélyük – kivéve, ha a gyerekek is besegítenek. |     |                                                         |                                                |                      |
| 19. | 6.  | Regarding StuieGarage Sale                              | Stuie-t illetőenA kirakodóvásár                | 1992. október 11.    |
| Stu leesik a tetőről, és beveri a fejét, ami miatt átmenetileg kisgyereknek képzeli magát.Mivel rengeteg a holmi a lakásban, Picklesék kirakodóvásárt rendeznek. A gyerekeknek hála olyan dolgokat is eladnak, amiket nem is akartak. |     |                                                         |                                                |                      |
| 20. | 7.  | Let There Be LightThe Bank Trick                        | És lőn világosságA bankos trükk                | 1992. október 18.    |
| Új találmányán dolgozva Stu az egész környéket sötétségbe borítja, miután áramszünetet okoz. A gyerekek meg akarják keresni, hová tűnt a fény, és tudják is, hol keressék: a hűtőben.Tommy és Chuckie Didivel tartanak a bankba, ahol az ATM-et tévesen M&M's-automatának gondolják. Miközben „csokit” akarnak szerezni, meghiúsítanak egy bankrablást. |     |                                                         |                                                |                      |
| 21. | 8.  | Family ReunionGrandpa's Date                            | Családi összejövetelNagypapa randija           | 1992. október 25.    |
| |     |                                                         |                                                |                      |
| 22. | 9.  | No Bones About ItBeach Blanket Babies                   | Az ajándék csontA strandbébik                  | 1992. november 1.    |
| |     |                                                         |                                                |                      |
| 23. | 10. | Reptar on IceFamily Feud                                | Reptar a jégenCsaládi viszály                  | 1992. november 8.    |
| |     |                                                         |                                                |                      |
| 24. | 11. | Superhero ChuckieThe Dog Broomer                        | Chuckie, a szuperhősA kutyasöprű               | 1992. november 15.   |
| |     |                                                         |                                                |                      |
| 25. | 12. | Aunt MiriamThe Inside Story                             | Hanna néni látogatásaMagvas történet           | 1992. november 22.   |
| |     |                                                         |                                                |                      |
| 26. | 13. | A Visit from LipschitzWhat the Big People Do            | Lipschitz látogatásaAmit a felnőttek csinálnak | 1992. november 29.   |
| |     |                                                         |                                                |                      |
| 27. | 14. | The Santa Experience                                    | Macerás mikulás                                | 1992. december 6.    |
| |     |                                                         |                                                |                      |
| 28. | 15. | Visitors from Outer SpaceThe Case of the Missing Rugrat | Egy kis űrzűrBabarabló banyák                  | 1992. december 13.   |
| |     |                                                         |                                                |                      |
| 29. | 16. | Chuckie Loses His GlassesChuckie Gets Skunked           | Okulárés okulásBorzolt idegek                  | 1992. december 20.   |
| |     |                                                         |                                                |                      |
| 30. | 17. | Rebel Without a Teddy BearAngelica the Magnificent      | Vissza nekem az oroszlánt isCsiribú és csiribá | 1993. január 3.      |
| |     |                                                         |                                                |                      |
| 31. | 18. | Meet the CarmichaelsThe Box                             | Új szomszédot nem kimélünkA varázsdoboz        | 1993. január 10.     |
| |     |                                                         |                                                |                      |
| 32. | 19. | Down the DrainLet Them Eat Cake                         | A dolgok lefolyásaTorta túra                   | 1993. február 7.     |
| |     |                                                         |                                                |                      |
| 33. | 20. | The Seven Voyages of CynthiaMy Friend Barney            | Csakis az igazi CynthiátLégből kapott ötletek  | 1993. március 14.    |
| |     |                                                         |                                                |                      |
| 34. | 21. | Feeding HubertSpike the Wonder Dog                      | SzemétügyA kutya meg a szája                   | 1993. március 21.    |
| |     |                                                         |                                                |                      |
| 35. | 22. | The SlideThe Big Flush                                  | Meddig lehet lecsúszniA nagy lehúzás           | 1993. március 28.    |
| |     |                                                         |                                                |                      |
| 36. | 23. | King Ten PinRunaway Angelica                            | A kugligolyhókAngelica szökésben               | 1993. április 4.     |
| |     |                                                         |                                                |                      |
| 37. | 24. | Game Show DidiToys in the Attic                         | Didit kiveri a kvízSzellemes játékok           | 1993. április 11.    |
| |     |                                                         |                                                |                      |
| 38. | 25. | Driving Miss AngelicaSusie vs. Angelica                 | Chuckie és a csokiPárbaj                       | 1993. május 2.       |
| |     |                                                         |                                                |                      |
| 39. | 26. | Tooth or DareParty Animals                              | Fogas kérdésBálomvilág                         | 1993. május 9.       |
| |     |                                                         |                                                |                      |

### 3. évad
| Sor. | Év. | Magyar cím                                       | Eredeti cím                                         | Eredeti bemutató     |
| --- | --- | ------------------------------------------------ | --------------------------------------------------- | -------------------- |
| 40. | 1.  | Dummi Bear Dinner DisasterTwins' Pique           | Ne egyél előre a medve bőréreAz ikrek heve          | 1993. szeptember 26. |
| |     |                                                  |                                                     |                      |
| 41. | 2.  | Chuckie's First HaircutCool Hand Angelica        | Nyírás-rívásTábori bátorítás                        | 1993. október 2.     |
| |     |                                                  |                                                     |                      |
| 42. | 3.  | The Tricycle ThiefRhinoceritis                   | A triciklitolvajA rinocérosz                        | 1993. október 9.     |
| |     |                                                  |                                                     |                      |
| 43. | 4.  | Grandpa Moves OutThe Legend of Satchmo           | A nagypapa szeniligetre költözikPeti, a hegyi ember | 1993. október 16.    |
| |     |                                                  |                                                     |                      |
| 44. | 5.  | Circus AngelicusThe Stork                        | Cirkusz AngelicuszÁtmeneti gólyarabság              | 1993. október 23.    |
| |     |                                                  |                                                     |                      |
| 45. | 6.  | The Baby VanishesFarewell My Friend              | Beláthatatlan következményekMelegházi elhidegülés   | 1993. október 30.    |
| |     |                                                  |                                                     |                      |
| 46. | 7.  | When Wishes Come TrueAngelica Breaks a Leg       | Márványos megbetegedésA beképzelt beteg             | 1993. november 7.    |
| |     |                                                  |                                                     |                      |
| 47. | 8.  | The Last BabysitterSour Pickles                  | ElszörnyedésTestvérre menő küzdelem                 | 1993. november 14.   |
| |     |                                                  |                                                     |                      |
| 48. | 9.  | Reptar 2010Stu Gets a Job                        | Jóravaló gyerekekZsíros állás                       | 1993. november 14.   |
| |     |                                                  |                                                     |                      |
| 49. | 10. | Give and TakeGold Rush                           | Adok-kapokJáratlan fösvény                          | 1993. november 28.   |
| |     |                                                  |                                                     |                      |
| 50. | 11. | Home MoviesThe Mysterious Mr. Friend             | ÖnéletrajzfilmDuma Döme                             | 1993. december 5.    |
| |     |                                                  |                                                     |                      |
| 51. | 12. | CuffedThe Blizzard                               | BilincshangulatA sarokig és vissza                  | 1993. december 12.   |
| |     |                                                  |                                                     |                      |
| 52. | 13. | Destination: MoonAngelica's Birthday             | Kalandokkal teli holdKor kör                        | 1993. december 19.   |
| |     |                                                  |                                                     |                      |
| 53. | 14. | Princess AngelicaThe Odd Couple                  | Angelica hercegnőFurcsa pár                         | 1993. december 26.   |
| |     |                                                  |                                                     |                      |
| 54. | 15. | Naked TommyTommy and the Secret Club             | Tommy meztelenTommy és a titkos klub                | 1994. január 2.      |
| |     |                                                  |                                                     |                      |
| 55. | 16. | Under Chuckie's BedChuckie's Rich                | Mi van Chuckie ágya alatt?Chuckie meggazdagszik     | 1994. január 9.      |
| |     |                                                  |                                                     |                      |
| 56. | 17. | Mommy's Little AssetsChuckie's Wonderful Life    | Mami kis segédeiChuckie és az angyal                | 1994. február 13.    |
| |     |                                                  |                                                     |                      |
| 57. | 18. | In the DreamtimeThe Unfair Pair                  | ÁlomFelemás pár                                     | 1994. február 20.    |
| |     |                                                  |                                                     |                      |
| 58. | 19. | Chuckie's Red HairSpike Runs Away                | Répafej ChuckieSpike megszökik                      | 1994. február 27.    |
| |     |                                                  |                                                     |                      |
| 59. | 20. | The AlienMr. Clean                               | A földönkívüliSzappan néni és Víz bácsi             | 1994. március 6.     |
| |     |                                                  |                                                     |                      |
| 60. | 21. | Angelica's Worst NightmareThe Mega Diaper Babies | Angelica rémálmaMega szuperhősök                    | 1994. március 13.    |
| |     |                                                  |                                                     |                      |
| 61. | 22. | New Kid in TownPickles vs. Pickles               | Az új gyerkőcPickles kontra Pickles                 | 1994. április 10.    |
| |     |                                                  |                                                     |                      |
| 62. | 23. | Kid TVThe Sky is Falling                         | Kölyök TvVilágvége                                  | 1994. május 8.       |
| |     |                                                  |                                                     |                      |
| 63. | 24. | I Remember MelvilleNo More Cookies               | BogárbarátságA süti                                 | 1994. május 15.      |
| Chuckie bogara, Melville megdöglik, és neki fel kell dolgoznia a veszteséget.Angelica rémesen beteg lesz a sütitől, és nem is lenne szabad ennie abból többé, de aztán felfedezi, hogy kicsi korától ez az élete.                                          |     |                                                  |                                                     |                      |
| 64. | 25. | Cradle AttractionMoving Away                     | TavaszKöltözés                                      | 1994. május 22.      |
| Chuckie szerelmes lesz egy lányba, és úgy próbálja meg felhívni magára a figyelmét, hogy folyton piszkálja.Úgy tűnik, Angelicáék elköltöznek. Először még ő is örül ennek, de aztán felidézik annak a történetét, hogyan találkozott először a többiekkel. |     |                                                  |                                                     |                      |
| 65. | 26. | A Rugrats: Passover                              | Pészáh                                              | 1995. április 13.    |
| A család és Chasék Didi szüleihez utaznak szédereste. Borisz nagypapa a padláson kezd egy izgalmas történetbe, miután fennragadnak: annak a történetébe, hogy miről is szól a Pészah, és hogyan mentette meg Mózes a zsidókat.                             |     |                                                  |                                                     |                      |

### 4. évad
| Sor. | Év. | Magyar cím                                 | Eredeti cím                                 | Eredeti bemutató     |
| --- | --- | ------------------------------------------ | ------------------------------------------- | -------------------- |
| 66. | 1.  | Chanukah                                   | N/A                                         | 1996. december 6.    |
| Hanukát ünnepel a család, Borisz nagypapának pedig szembe kell néznie a gyerekkori riválisával. Angelica karácsonyi filmet keres a tévében, Stu pedig próbál időben odaérni a zsinagógába.         |     |                                            |                                             |                      |
| 67. | 2.  | Mother's Day                               | N/A                                         | 1997. május 9.       |
| Miközben a gyerekek anyák napját ünneplik, Chuckie az elhunyt édesanyjára emlékezik. |     |                                            |                                             |                      |
| 68. | 3.  | Vacation                                   | N/A                                         | 1997. május 28.      |
| Egy Las Vegas-i lakóbuszos kirándulás során Tommy nagy kalamajkát okoz, amikor elmegy megkeresni a fehér tigriseket.                                                                               |     |                                            |                                             |                      |
| 69. | 4.  | Spike's BabiesChicken Pops                 | Kutya merényletRubeóra                      | 1997. augusztus 23.  |
| Miközben Stu barbecue-sütéshez készülődik, Spike a gondját viseli pár kóbor cicának.Chuckie bárányhimlős lesz, ami átterjed a többi gyerekre is, ők pedig félni kezdenek, hogy csirkévé változnak. |     |                                            |                                             |                      |
| 70. | 5.  | Radio DazePsycho Angelica                  | Álomarcú gyomrozóAngelica, a látnok         | 1997. augusztus 30.  |
| |     |                                            |                                             |                      |
| 71. | 6.  | America's Wackiest Home MoviesThe 'Lympics | A legfurább házimoziLimpia                  | 1997. szeptember 6.  |
| |     |                                            |                                             |                      |
| 72. | 7.  | The CarwashHeat Wave                       | AutómosásHőhullám                           | 1997. szeptember 13. |
| |     |                                            |                                             |                      |
| 73. | 8.  | Faire PlayThe Smell of Success             | MeseországA siker illata                    | 1997. szeptember 20. |
| |     |                                            |                                             |                      |
| 74. | 9.  | Dust BunniesEducating Angelica             | PorcicákSulibuli                            | 1997. szeptember 27. |
| |     |                                            |                                             |                      |
| 75. | 10. | Angelica's Last StandClan of the Duck      | Angelica nagy üzleteEgy szoknya, egy nadrág | 1997. október 4.     |
| |     |                                            |                                             |                      |
| 76. | 11. | Potty Training SpikeThe Art Fair           | WC nagyfiúknakA nagy művész                 | 1997. október 11.    |
| |     |                                            |                                             |                      |
| 77. | 12. | Send in the CloudsIn the Naval             | FelhőjátékHorgászkaland                     | 1997. október 18.    |
| |     |                                            |                                             |                      |
| 78. | 13. | The MattressLooking for Jack               | A matraclényBoldog dal                      | 1997. november 1.    |
| |     |                                            |                                             |                      |
| 79. | 14. | Ransom of CynthiaTurtle Recall             | Cynthia váltságdíjaTeknőchajsza             | 1997. november 8.    |
| |     |                                            |                                             |                      |
| 81. | 15. | The Turkey Who Came to Dinner              | N/A                                         | 1997. november 10.   |
| |     |                                            |                                             |                      |
| 80. | 16. | Angelica Orders OutLet it Snow             | HázhozszállításHull a pelyhes               | 1997. november 15.   |
| |     |                                            |                                             |                      |
| 82. | 17. | Angelica Nose BestPirate Light             | Angelica nózijaKalózfény                    | 1997. november 22.   |
| |     |                                            |                                             |                      |

### 5. évad
| Sor. | Év. | Magyar cím                                                   | Eredeti cím                                      | Eredeti bemutató     |
| --- | --- | ------------------------------------------------------------ | ------------------------------------------------ | -------------------- |
| 83. | 1.  | Grandpa's Bad BugLady Luck                                   | Bogaras nagyapiSzerencse néni                    | 1997. november 29.   |
| A gyerekek attól félnek, hogy egy hatalmas bogár van a nagypapa ágyában, és megpróbálnak megszabadulni attól.A nagypapa magával viszi a gyerekeket egy idősek által szervezett bingóversenyre. |     |                                                              |                                                  |                      |
| 84. | 2.  | HiccupsAutumn Leaves                                         | CsuklásLevéltelenítés                            | 1997. december 6.    |
| Tommy nem tudja abbahagyni a csuklást. A gyerekek mindent megtesznek, hogy elmúljon.Beköszönt az ősz, és a fák elhullajtják leveleiket. A gyerekek tévesen azt gondolják, hogy a fák betegek, ezért meg akarják azokat gyógyítani. Ténykedésük miatt Stu azt hiszi, hogy kísértet jár a hátsó udvarban.                                                              |     |                                                              |                                                  |                      |
| 85. | 3.  | Crime and PunishmentBaby Maybe                               | A rendőrzsaruDedós kerestetik                    | 1997. december 13.   |
| Chas egy rendőrnővel randevúzik. Angelica azt mondja a gyerekeknek, hogy a rendőrök börtönbe zárják azt, aki rosszul viselkedik. Chuckie attól fél, hogy ő is odakerül, mert eltörte a papája szemüvegét.Didi testvére és sógornője úgy érzik, készen állnak a gyerekvállalásra. Hogy bizonyítsák, úgy döntenek, vigyáznak a tipegőkre, míg a szülők operába mennek. |     |                                                              |                                                  |                      |
| 86. | 4.  | The Word of the DayJonathan Babysits                         | Csúnya szavakJonathan felügyel                   | 1997. december 20.   |
| Angelica megtanul egy csúnya szót, amit az egyik kedvenc tévéműsorában hallott. Nincs tisztában azzal, hogy ez trágárság, ezért folyton azt kezdi el használni.Jonathan elvállalja, hogy vigyáz a gyerekekre, hogy addig is olyan bizonyítékok után kutasson, amivel zsarolhatja Charlotte-ot.                                                                       |     |                                                              |                                                  |                      |
| 87. | 5.  | He Saw, She SawPiggy's Pizza Palace                          | Az új barátnőMalacka mókái                       | 1997. december 27.   |
| Chuckie új kis barátnőjének van egy testvére, aki a széltől is óvja őt.A család egy pizzériába megy, ahol egy malac ellopja Angelica jegyét, a gyerekek pedig megpróbálják visszaszerezni azt. Eközben Stu és Drew egy reptaros flipper rekordját akarják megdönteni.                                                                                                |     |                                                              |                                                  |                      |
| 88. | 6.  | Fugitive TommyVisiting Aunt Miriam                           | N/A                                              | 1998. augusztus 29.  |
| Tommyt egy nagyfogú bajkeverő bébivel keverik össze, és ő bizonyítani akarja az ártatlanságát.Nagypapa Miriam nénihez viszi a gyerekeket, akik azt hiszik, hogy a néni és a barátai meg akarják enni Chuckie-t. |     |                                                              |                                                  |                      |
| 89. | 7.  | The First CutChuckie Grows                                   | Fránya tövisChuckie megnő                        | 1998. augusztus 15.  |
| Tommy egy kis baleset során megvágja az ujját, és attól fél, hogy kifolyik az összes vére, ha még egyszer megsebesül.A gyerekek elhatározzák, hogy megnövesztik Chuckie-t, hogy elérhessék nagypapa értékes díját a polcon. |     |                                                              |                                                  |                      |
| 90. | 8.  | The Wild Wild WestAngelica for a Day                         | Kaland a vadnyugatonAngelica cipője              | 1998. augusztus 13.  |
| Ebben a westernparódia-epizódban a gyerekek vissza akarják szerezni Angelicától a jégkrémes kuponjukat.Tommy azt álmodja, hogy Angelica és Chuckie személyiséget cseréltek. |     |                                                              |                                                  |                      |
| 91. | 9.  | Babysitting FluffySleep Trouble                              | CicavízióHomokember                              | 1998. augusztus 13.  |
| Chas és Chuckie Angelica vigyáznak a macskájára, miközben a felnőttek kocsibejárót építenek.Tommy és Chuckie megijednek Stu esti meséjétől, és attól félnek, hogy eljön értük a Homokember. |     |                                                              |                                                  |                      |
| 92. | 10. | Uneasy RiderWhere's Grandpa?                                 | Szelíd bringásokAz elkallódott nagyapi           | 1998. augusztus 17.  |
| Chuckie először próbál meg kétkerekű bringát hajtani, ami nagyon megrémíti.Stu és Didi véletlenül elhagyják nagypapát egy kirándulás során. |     |                                                              |                                                  |                      |
| 93. | 11. | Journey to the Center of the BasementA Very McNulty Birthday | Utazás a pince középpontja feléSzületésnapi zsúr | 1998. augusztus 15.  |
| Chuckie Reptar-játéka a pince mélyére kerül, a gyerekek pedig megpróbálják visszaszerezni.A gyerekek egy születésnapi zsúron vesznek részt, ahonnét a lányok ki vannak rekesztve, mert „tetvesek”. |     |                                                              |                                                  |                      |
| 94. | 12. | The Family Tree                                              | N/A                                              | 1998. szeptember 17. |
| Didi és Stu vakációzni mennek, a hajóúton pedig kiderül, hogy Didi ismét gyermeket vár. Chuckie megtud egyet s mást az őseiről. (Ez az epizód vezet át közvetlenül a Rugrats mozi – Fecsegő tipegők mozifilmbe.) |     |                                                              |                                                  |                      |

### 6. évad
| Sor.     | Év.    | Magyar cím                                  | Eredeti cím                               | Eredeti bemutató   | Kód                        |
| -------- | ------ | ------------------------------------------- | ----------------------------------------- | ------------------ | -------------------------- |
| 95.      | 1.     | Chuckie's DucklingA Dog's Life              | N/A                                       | 1999. január 18.   | 512 (95/1)                 |
|          |        |                                             |                                           |                    |                            |
| 96.      | 2.     | ChuckerflyAngelica's Twin                   | Chuckie, a pillangóAngelica testvére      | 1999. január 23.   | 513 (96/2)                 |
|          |        |                                             |                                           |                    |                            |
| 97.      | 3.     | Hand Me DownsAngelica's Ballet              | Kapóra jönAngelica tava                   | 1999. január 30.   | 604 (103/9)                |
|          |        |                                             |                                           |                    |                            |
| 98.      | 4.     | Raising DilNo Naps                          | BabakönyvSzundi                           | 1999. február 6.   | 514 (97/3)                 |
|          |        |                                             |                                           |                    |                            |
| 99.      | 5.     | Man of the HouseA Whole New Stu             | Férfi a háználA kicserélt apa             | 1999. február 13.  | 515 (98/4)                 |
|          |        |                                             |                                           |                    |                            |
| 100.     | 6.     | SubmarineChuckie's a Lefty                  | TengeralattjáróChuckie balkezes           | 1999. február 20.  | 516 (99/5)                 |
|          |        |                                             |                                           |                    |                            |
| 101.     | 7.     | Baking DilHair!                             | TortagyárHaj-hajsza                       | 1999. február 27.  | 601 (100/6)                |
|          |        |                                             |                                           |                    |                            |
| 102.     | 8.     | Pedal PusherMusic                           | Pedálos autóZene                          | 1999. március 6.   | 608 (107/13)               |
|          |        |                                             |                                           |                    |                            |
| 103.     | 9.     | Opposites AttractThe Art Museum             | ÉrdekütköztetésA múzeumban                | 1999. március 13.  | 605 (104/10)               |
|          |        |                                             |                                           |                    |                            |
| 104.     | 10.    | The JungleThe Old Country                   | A dzsungelVissza a természethez           | 1999. március 20.  | 606 (105/11)               |
|          |        |                                             |                                           |                    |                            |
| 105.     | 11.    | Ghost StoryChuckie's Complaint              | RémmesePanaszlevél                        | 1999. március 27.  | 607 (106/12)               |
|          |        |                                             |                                           |                    |                            |
| 106.     | 12.    | Chuckie's Bachelor Pad Junior Prom          | LegénylakásBálkirálynő                    | 1999. április 10.  | 609 (108/14)               |
|          |        |                                             |                                           |                    |                            |
| 107.     | 13.    | What's Your Line?Two by Two                 | MesterségekÖzönvíz                        | 1999. április 17.  | 611 (110/16)               |
|          |        |                                             |                                           |                    |                            |
| 108.     | 14.    | Wrestling GrandpaChuckie Collects           | Nagyapi a ringbenGyűjtemény               | 1999. május 1.     | 613 (112/18)               |
| 109.     | 15.    | Zoo StoryI Do                               | ÁllatkertA boldogító igen                 | 1999. augusztus 7. | 602 (101/7)                |
|          |        |                                             |                                           |                    |                            |
| 110.     | 16.    | Silent AngelicaTie My Shoes                 | Angelica hallgatCipőkötés                 | 1999. augusztus 7. | 610 (109/15)               |
|          |        |                                             |                                           |                    |                            |
| 111.     | 17.    | Share and Share a SpikeTommy for Mayor      | HázikedvencSzavazz Tommyra                | 1999. október 2.   | 616 (115/21)               |
|          |        |                                             |                                           |                    |                            |
| 112.     | 18.    | No Place Like Home                          | De legjobb otthon...                      | 1999. oktober 2.   | 626 (125/31)               |
|          |        |                                             |                                           |                    |                            |
| 113.     | 19.    | Brothers are MonstersCooking with Susie     | A szörnyeteg bátyóSusie főzőtudománya     | 1999. október 9.   | 617 (116/22)               |
|          |        |                                             |                                           |                    |                            |
| 114.     | 20.    | Officer ChuckieAuctioning Grandpa           | Chuckie biztos úrNagyapi a kalapács alatt | 1999. október 16.  | 618 (117/23)               |
|          |        |                                             |                                           |                    |                            |
| 115.     | 21.    | Planting DilJoke's on You                   | Idilli Dil ültetvényÁrtatlan tréfa        | 1999. október 16.  | 620 (119/25)               |
|          |        |                                             |                                           |                    |                            |
| 116.     | 22.    | Partners in CrimeThumbs Up                  | BűntársakKlassz a cumid                   | 1999. november 6.  | 619 (118/24)               |
|          |        |                                             |                                           |                    |                            |
| 117.     | 23.    | Big ShowdownDoctor Susie                    | A nagy erőpróbaSusie doktornő             | 1999. november 20. | 621 (120/26)               |
|          |        |                                             |                                           |                    |                            |
| 118-119. | 24-25. | Runaway Reptar                              | Reptar szökésben                          | 1999. november 27. | 614-615(113-114/19-20)     |
|          |        |                                             |                                           |                    |                            |
| 120.     | 26.    | Accidents HappenPee Wee Scouts              | Történnek balesetekTipegő cserkészek      | 1999. december 18. | 622 (121/27)               |
|          |        |                                             |                                           |                    |                            |
| 121.     | 27.    | Chuckie's New Shirt Cavebabies              | Chuckie új pólójaBarlangtipegők           | 2000. január 22.   | 623 (122/28)               |
|          |        |                                             |                                           |                    |                            |
| 122.     | 28.    | Be My Valentine                             | N/A                                       | 2000. február 14.  | 627 (126/32)               |
|          |        |                                             |                                           |                    |                            |
| 123.     | 29.    | Discover America                            | N/A                                       | 2000. október 9.   | 628 (127/33)               |
|          |        |                                             |                                           |                    |                            |
| 124-126. | 30-32. | Acorn Nuts and Diapey Butts                 | N/A                                       | 2000. november 7.  | 701-702-703(128-130/34-36) |
|          |        |                                             |                                           |                    |                            |
| 127.     | 33.    | The Magic BabyDil We Meet Again             | VarázsbabaHinnye egy görögdinnye          | 2001. május 4.     | 603 (102/8)                |
|          |        |                                             |                                           |                    |                            |
| 128.     | 34.    | All's Well that Pretends WellBig Babies     | Minden jó, ha a vége jóA nagyfiúk         | 2001. július 6.    | 612 (111/17)               |
|          |        |                                             |                                           |                    |                            |
| 129.     | 35.    | The Incredible Shrinking BabiesMiss Manners | Dil LiliputbanJómodor kisasszony          | 2001. július 13.   | 624 (123/29)               |
|          |        |                                             |                                           |                    |                            |
| 130.     | 36.    | A Dose of DilFamous Babies                  | Figyeljetek rám!Híres tipegők             | 2001. július 20.   | 625 (124/30)               |
|          |        |                                             |                                           |                    |                            |

### 7. évad
| Sor. | Év. | Cím                                                         | Bemutató           | Kód          |
| ---- | --- | ----------------------------------------------------------- | ------------------ | ------------ |
| 131. | 1.  | Finsterella                                                 | 2001. január 15.   | 707          |
|      |     |                                                             |                    |              |
| 132. | 2.  | AngeliconDil's BinkieBig Brother Chuckie                    | 2001. január 19.   | 704 (132/2)  |
|      |     |                                                             |                    |              |
| 133. | 3.  | Sister ActSpike's NightscareCuddle Bunny                    | 2001. január 26.   | 707 (134/4)  |
|      |     |                                                             |                    |              |
| 134. | 4.  | Changes for ChuckieThe Magic ShowA Lulu of a Time           | 2001. február 2.   | 710 (137/7)  |
|      |     |                                                             |                    |              |
| 135. | 5.  | DayscareThe Great UnknownWash-Dry Story                     | 2001. február 9.   | 713 (136/6)  |
|      |     |                                                             |                    |              |
| 136. | 6.  | Cat Got Your Tongue?The War RoomAttention Please            | 2001. február 16.  | 711 (138/8)  |
|      |     |                                                             |                    |              |
| 137. | 7.  | And the Winner Is…Dil's BathtimeBigger Than Life            | 2001. március 9.   | 712 (139/9)  |
|      |     |                                                             |                    |              |
| 138. | 8.  | My Fair BabiesThe Way Things WorkHome Sweet Home            | 2001. március 30.  | 714 (141/11) |
|      |     |                                                             |                    |              |
| 139. | 9.  | Day of the PottyTell-Tale Cell PhoneThe Time of Their Lives | 2001. április 6.   | 713 (140/10) |
|      |     |                                                             |                    |              |
| 140. | 10. | Dil SaverCooking with Phil and LilPiece of Cake             | 2001. április 13.  | 705 (133/3)  |
|      |     |                                                             |                    |              |
| 141. | 11. | Bad ShoesThe World According to Dil and SpikeFalling Stars  | 2001. április 20.  | 708 (135/5)  |
|      |     |                                                             |                    |              |
| 142. | 12. | Adventure SquadThe Way More Things WorkTalk of the Town     | 2001. április 27.  | 715          |
|      |     |                                                             |                    |              |
| 143. | 13. | A Rugrats Kwanzaa                                           | 2001. december 11. | 716          |
|      |     |                                                             |                    |              |
| 144. | 14. | Pre-School Daze                                             | 2001. január 21.   | 801          |
|      |     |                                                             |                    |              |

### 8. évad
| Sor.     | Év.  | Cím                                                                | Bemutató             | Kód          |
| -------- | ---- | ------------------------------------------------------------------ | -------------------- | ------------ |
| 145-146. | 1-2. | All Growed Up                                                      | 2001. julius 21.     | 717718       |
|          |      |                                                                    |                      |              |
| 147.     | 3.   | Curse of the Werewuff                                              | 2001. augusztus 15.  | 802          |
|          |      |                                                                    |                      |              |
| 148.     | 4.   | Quiet PleaseEarly Retirement                                       | 2002. február 9.     | 804 (149/5)  |
|          |      |                                                                    |                      |              |
| 149.     | 5.   | The Doctor is InThe Big Sneeze                                     | 2002. február 9.     | 805 (150/6)  |
|          |      |                                                                    |                      |              |
| 150.     | 6.   | The Fun Way DayThe Age of Aquarium                                 | 2002. február 23.    | 806 (151/7)  |
|          |      |                                                                    |                      |              |
| 151.     | 7.   | Daddy's Little HelpersHello Dilly                                  | 2002. március 9.     | 807 (152/8)  |
|          |      |                                                                    |                      |              |
| 152.     | 8.   | Bow Wow Wedding Vows                                               | 2002. március 25.    | 803 (148/4)  |
|          |      |                                                                    |                      |              |
| 153.     | 9.   | Cynthia Comes AliveTrading Phil                                    | 2002. április 6.     | 808 (153/9)  |
|          |      |                                                                    |                      |              |
| 154.     | 10.  | A Tale of Two PuppiesOkey-Dokey Jones and the Ring of the Sunbeams | 2002. június 1.      | 812 (157/13) |
|          |      |                                                                    |                      |              |
| 155.     | 11.  | Happy TaffyImagine That                                            | 2002. szeptember 21. | 813 (158/14) |
|          |      |                                                                    |                      |              |
| 156.     | 12.  | Murmur on the Ornery Express                                       | 2002. október 22.    | 809 (154/10) |
|          |      |                                                                    |                      |              |
| 157.     | 13.  | Back to SchoolSweet Dreams                                         | 2003. január 3.      | 810 (155/11) |
|          |      |                                                                    |                      |              |
| 158.     | 14.  | A Step at a TimeAngelica's Assistant                               | 2003. január 10.     | 811 (156/12) |
|          |      |                                                                    |                      |              |

### 9. évad
| Sor.     | Év.   | Cím                                            | Bemutató             | Kód                  |
| -------- | ----- | ---------------------------------------------- | -------------------- | -------------------- |
| 159.     | 1.    | Bug OffThe Crawl Space                         | 2002. szeptember 21. | 907 (165/7)          |
|          |       |                                                |                      |                      |
| 160.     | 2.    | Bestest of ShowHold the Pickles                | 2002. szeptember 28. | 911 (169/11)         |
|          |       |                                                |                      |                      |
| 161.     | 3.    | Club Fred                                      | 2002. október 5.     | 901                  |
|          |       |                                                |                      |                      |
| 162.     | 4.    | Diapies and DragonsBaby Power                  | 2002. október 5.     | 906 (164/6)          |
|          |       |                                                |                      |                      |
| 163.     | 5.    | They Came from the BackyardLil's Phil of Trash | 2002. október 5.     | 909 (167/9)          |
|          |       |                                                |                      |                      |
| 164.     | 6.    | Fountain of YouthKimi Takes the Cake           | 2002. október 5.     | 914 (172/14)         |
|          |       |                                                |                      |                      |
| 165.     | 7.    | StarstruckWho's Taffy?                         | 2002. november 9.    | 908 (166/8)          |
|          |       |                                                |                      |                      |
| 166.     | 8.    | The Perfect Twins                              | 2002. november 30.   | 902 (162/4)          |
|          |       |                                                |                      |                      |
| 167-168. | 9-10. | Babies in Toyland                              | 2002. december 9.    | 903-904(159-160/1-2) |
|          |       |                                                |                      |                      |
| 169.     | 11.   | Clown AroundThe Baby Rewards                   | 2003. január 28.     | 905 (163/5)          |
|          |       |                                                |                      |                      |
| 170.     | 12.   | Baby SaleSteve                                 | 2003. február 24.    | 912                  |
|          |       |                                                |                      |                      |
| 171.     | 13.   | The Bravliest BabyGimme an 'A'                 | 2003. június 8.      | 913                  |
|          |       |                                                |                      |                      |
| 172.     | 14.   | Mutt's in a NameHurricane Alice                | 2004. augusztus 1.   | 910 (168/10)         |
|          |       |                                                |                      |                      |